# Intréville
Intréville – miejscowość i gmina we Francji, w Regionie Centralnym, w departamencie Eure-et-Loir.
Według danych na rok 1990 gminę zamieszkiwały 144 osoby, a gęstość zaludnienia wynosiła 16 osób/km² (wśród 1842 gmin Regionu Centralnego Intréville plasuje się na 993. miejscu pod względem liczby ludności, natomiast pod względem powierzchni na miejscu 1204.).